# Emircan Gürlük
Emircan Gürlük (Bingöl, 15 ottobre 2003) è un calciatore turco, attaccante dell'Orenburg.

## Caratteristiche tecniche
Gioca come ala sinistra.

## Carriera

### Club
Gürlük è cresciuto nel settore giovanile dell'Altınordu, con cui ha debuttato il 25 gennaio 2022 nell'incontro di TFF 1. Lig perso 4-2 contro il Menemen. La stagione seguente è stato promosso in prima squadra ed il 10 gennaio 2022 ha segnato il suo primo gol contro il Keçiörengücü.
Il 6 giugno 2023 è stato ceduto a titolo definitivo all'Orenburg, club della prima divisione russa.

### Nazionale
Ha giocato nella nazionale turca Under-21.

## Statistiche

### Presenze e reti nei club
Statistiche aggiornate al 17 marzo 2024.
| Stagione        | Squadra         | Campionato      | Campionato | Campionato | Coppe nazionali | Coppe nazionali | Coppe nazionali | Coppe continentali | Coppe continentali | Coppe continentali | Altre coppe | Altre coppe | Altre coppe | Totale | Totale | Totale |
| Stagione        | Squadra         | Comp            | Pres       | Reti       | Comp            | Pres            | Reti            | Comp               | Pres               | Reti               | Comp        | Pres        | Reti        | Pres   | Reti   |        |
| --------------- | --------------- | --------------- | ---------- | ---------- | --------------- | --------------- | --------------- | ------------------ | ------------------ | ------------------ | ----------- | ----------- | ----------- | ------ | ------ | ------ |
| 2020-2021       | Altınordu       | 1L              | 1          | 0          | CT              | 0               | 0               |                    | -                  | -                  |             | -           | -           | 1      | 0      |        |
| 2021-2022       | Altınordu       | 1L              | 28         | 2          | CT              | 2               | 0               |                    | -                  | -                  |             | -           | -           | 30     | 2      |        |
| 2022-2023       | Altınordu       | 1L              | 29         | 4          | CT              | 1               | 0               |                    | -                  | -                  |             | -           | -           | 30     | 4      |        |
| 2023-2024       | Orenburg        | PL              | 14         | 0          | CR              | 7               | 1               |                    | -                  | -                  |             | -           | -           | 21     | 1      |        |
| Totale carriera | Totale carriera | Totale carriera | 72         | 6          |                 | 10              | 1               |                    | -                  | -                  |             | -           | -           | 82     | 7      |        |